# (913) Otila
(913) Otila – planetoida z pasa głównego asteroid.

## Odkrycie
Została odkryta 19 maja 1919 roku w Landessternwarte Heidelberg-Königstuhl w Heidelbergu przez Karla Reinmutha. Nazwa pochodzi od imienia żeńskiego. Przed nadaniem nazwy planetoida nosiła oznaczenie tymczasowe (913) 1919 FL.

## Orbita
(913) Otila okrąża Słońce w ciągu 3 lat i 95 dni w średniej odległości 2,2 au. Planetoida należy do rodziny planetoidy Flora nazywanej też czasem rodziną Ariadne.